# الدر اسکورولز ۴: آبلیویئن ریمسترد
الدر اسکورولز ۴: آبلیویئن ریمسترد (به انگلیسی: The Elder Scrolls IV: Oblivion Remastered) یک بازی ویدئویی در سبک نقش‌آفرینی اکشن است که با همکاری شرکت‌های ویرتوس و بتزدا گیم استودیوز توسعه یافته و به‌وسیلهٔ بتزدا سافت‌ورکز منتشر شده است. این بازی به عنوان نسخهٔ بازسازی‌شده‌ الدر اسکورولز ۴: آبلیویئن محصول سال ۲۰۰۶ به‌شمار می‌رود و شامل یک بازسازی کامل گرافیکی با استفاده از موتور بازی آنریل انجین ۵ و بهبودهای مختلف دیگر، شامل دویدن تا منوهای بازطراحی شده می‌شود. بسته‌های الحاقی نسخه اصلی، شامل شوالیه‌های نه و جزایر لرزان، بخشی از آبلیویئن ریمستر محسوب می‌شوند.
این بازی در تاریخ ۲۲ آوریل ۲۰۲۵ برای مایکروسافت ویندوز، پلی‌استیشن ۵ و ایکس‌باکس سری اکس/اس رونمایی و منتشر شد.

## روندبازی
این بازی ساختار جهان باز و مکانیک‌های اصلی روندبازی نسخهٔ اصلی، از جمله مبارزات هم‌زمان، ارتقای سطح شخصیت، پیشرفت مبتنی بر مهارت و خطوط داستانی مرتبط با چندین جناح را حفظ می‌کند. این نسخه بازسازی‌شده شامل یک بازسازی کامل گرافیکی با تکنیک‌های رندرینگ مدرن، رهگیری پرتو و بافت‌ها و مدل‌های به‌روزرسانی شده است. رفتار شخصیت‌های غیرقابل بازی با استفاده از هوش مصنوعی بهبود یافته اصلاح شده و تمام انیمیشن‌ها به‌روزرسانی شده‌اند. رابط کاربری و طرح‌های کنترلی نیز برای سازگاری با سخت‌افزارهای نسل فعلی باز طراحی شده‌اند. بهبودهای صوتی شامل صداهای محیط باز ضبط شده، جلوه‌های محیطی و کارهای صوتی محدود نیز دوباره انجام شده است.
شوالیه‌های نه و جزایر لرزان، که بسته‌های الحاقی پرداختنی بازی اصلی هستند، در نسخهٔ ریمستر گنجانده شده‌اند.